# Rizvan Fərzəliyev
Rizvan Fərzəliyev (1º settembre 1979) è un giocatore di calcio a 5 azero.

## Carriera
Agli europei del 2016 segna un gol contro la Repubblica Ceca durante la fase a gironi. Il 16 gennaio 2022 viene incluso nella lista definitiva dei convocati dell'Azerbaigian per il campionato europeo 2022.